# Pulsatrix arredondoi
Pulsatrix arredondoi Brodkorb, 1969 è un uccello rapace estinto della famiglia Strigidae, specie fossile del Pleistocene superiore rinvenuta nella Caverna Paredones, San Antonio de los Baños, provincia di Artemisia, Cuba.

## Etimologia
Il nome arredondoi fu dato in onore di Oscar Arredondo, uno studioso della fauna cubana del Pleistocene che rinvenne i fossili.

## Descrizione
L'olotipo è un tarsometatarso sinistro (PB 8420) trovato ad una profondità di circa 60 cm in un deposito di grotta del Pleistocene, nella Caverna Paredones, San Antonio de los Banos, provincia di Artemisia, Cuba. Raccolto da Oscar Arredondo nel 1960. La fauna associata include sdentati estinti del Pleistocene e altri mammiferi.
Il tarsometatarso è corto e largo (come in Otus, Bubo, Pulsatrix, Surnia, Glaucidium, Micrathene e Aegolius; l'osso è lungo e sottile in altri generi di gufi americani). Concorda con il genere Pulsatrix nell'avere la troclea interna un po' più corta della troclea mediana (la troclea interna è più lunga in Bubo, Surnia e Micrathene; le troclee interna e mediana sono circa uguali in Glaucidium); il forame distale per l'arteria tibiale anteriore è grande e basso sull'asse (piccolo in Bubo e Surnia; elevato in Otus, Glaucidium e Micrathene); il bordo interno dell'asse è quasi dritto (fortemente concavo in Surnia e Glaucidium; entrambi i bordi interno ed esterno concavi in Aegolius).
Si differenzia dal vivente gufo dagli occhiali, della terraferma dal Messico meridionale all'Argentina, nell'avere il tarsometatarso molto più corto e largo; l'ipotarso più corto, con l'incavo prossimale molto ridotto; un'eminenza intercotilare e i bordi del cotilo meno elevati. Il solco per il M. estensore breve del dito IV è non ponticellato nel fossile, ponticellato in Pulsatrix perspicillata. L'assenza di un ponte può essere un segno di immaturità nel fossile, anche se non necessariamente, poiché il solco rimane non ponticellato nei generi Surnia, Micrathene e Aegolius.
Le misure del tarso dell'olotipo sono le seguenti (con quelle di Pulsatrix perspicillata tra parentesi):
- Lunghezza del tarsometatarso: 43 (51,6) mm
- Larghezza prossimale: 14,1 (13,0) mm
- Larghezza minima dell'asse: 9,5 (7,7) mm
- Larghezza distale: 15,6 (15,3) mm
- Larghezza della troclea mediana: 5,7 (5,0) mm
- Lunghezza dell'ipotarso: 5,9 (12,3) mm
- Lunghezza dell'ipotarso lungo l'asse: 13,6 (19,2) mm
- Profondità attraverso l'ipotarso: 13,2 mm
- Profondità della faccia esterna dell'asse: 4,1 (4,2) mm